# Jensen (Utah)
Jensen è un census-designated place (CDP) degli Stati Uniti d'America, situato nello stato dello Utah, nella contea di Uintah.
A nord della città si trova la Cava dei dinosauri (Dinosaur Quarry) del Dinosaur National Monument.